# Hunzedal

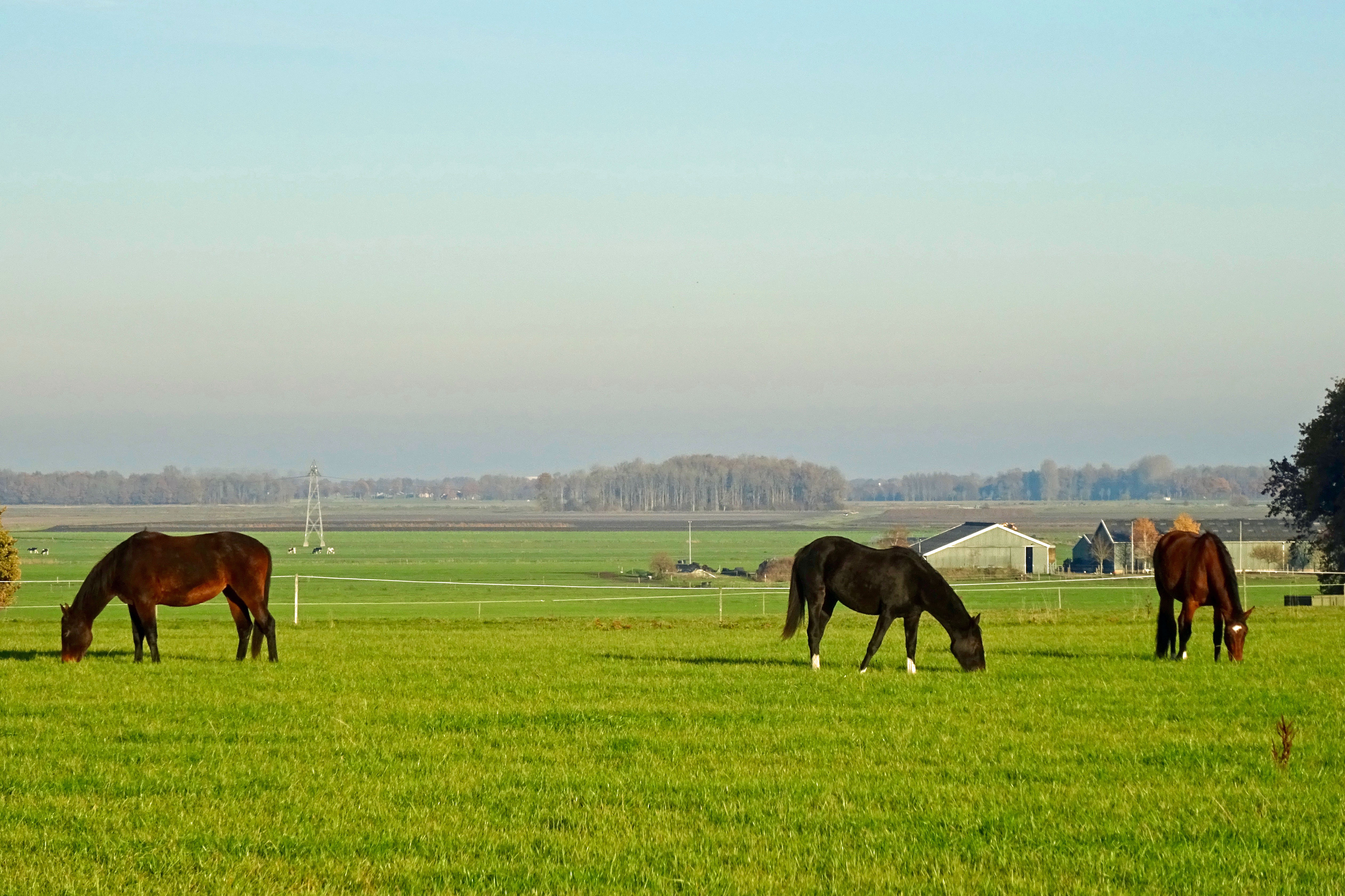
Het Hunzedal gezien vanaf de Hondsrugweg ten oosten van Gieten

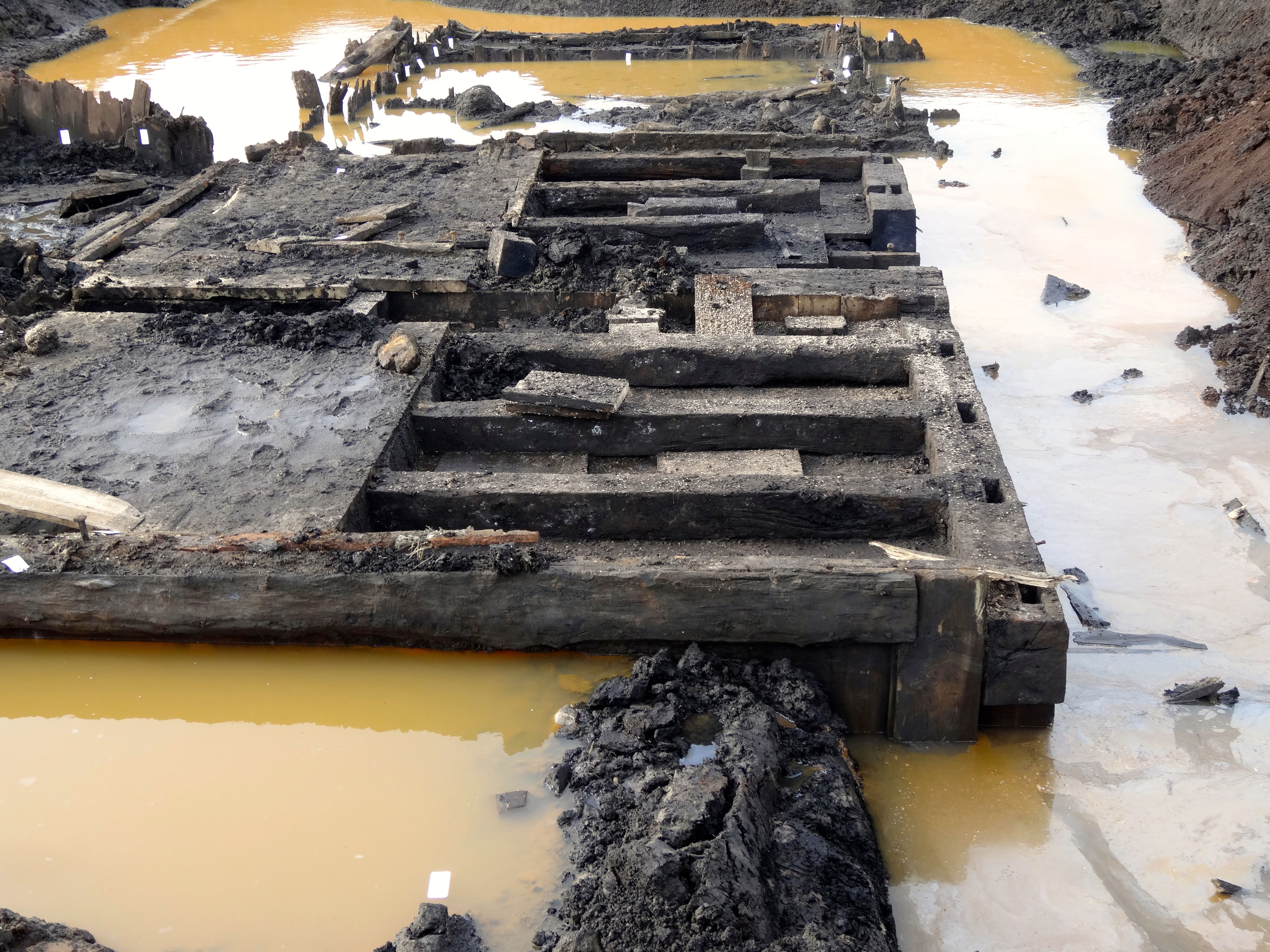
Restanten van een oude keersluis in de Hunze nabij De Hilte (Gieterveen)

Het Hunzedal is het gebied ten oosten van de Hondsrug en ter weerszijde van de Hunze of Oostermoerse Vaart in de Nederlandse provincies Drenthe en Groningen. Het liep vanaf de omgeving van Valthe via het Zuidlaardermeer, de oostkant van de stad Groningen en het landschap Middag. Tussen Baflo en Leens stroomde de Hunze via het Hunze-estuarium als zeearm uit naar het noorden.
Het beekdal van de Hunze werd gevormd in Saalien. Mogelijk is het dal ontstaan door een ijslob. Het smeltwater van het smeltend landijs werd afgevoerd via het brede dal van de Oer-Hunze, waarbij zand werd afgezet. Door de stijging van het zeewater liepen grote delen van het diep gelegen dal regelmatig onder water. Gesteenten werden afgezet. Tijdens het Holoceen ontwikkelde zich ten oosten van de Hondsrug in het Hunzedal een hoogveengebied, dat onderdeel was van het Bourtangerveen, een uitgestrekt veengebied in het oosten van Drenthe en het zuidoosten van Groningen en dat zich uitstrekte tot ver over de Duitse grens. Het gedeelte tussen de Hondsrug en de Hunze werd ook wel het binnenveen genoemd.
In het Hunzedal zijn veel sporen aangetroffen van de Federmessercultuur (circa 10.000 tot 9.000 jaar voor het begin van de jaartelling). Ook voor die tijd is het gebied waarschijnlijk al wel bewoond geweest. Uit de tijd van de Trechterbekercultuur zijn de resten van twee veenwegen in het Hunzedal aangetroffen, te weten de Smeulbrandenweg en de Buinerbrug. Ook zijn er menselijke resten uit de IJzertijd in het Hunzedal (in het Voorste en het Achterste Diep) gevonden. Uit een veel latere periode wordt de in het Voorste Diep bij Bronneger gevonden fundering van een watermolen gedateerd, namelijk uit de 11e-14e eeuw.
Het gebied werd vanaf de 17e eeuw afgegraven ten behoeve van de turfwinning. In grote lijnen verliep de turfwinning van het noordwesten naar het zuidoosten. In de tijd van de turfwinning was de Hunze een belangrijke vaarweg, waarlangs de turf kon worden vervoerd vanuit het veengebied naar de stad Groningen. Ten behoeve van de bevaarbaarheid werden er sluizen - verlaten genoemd - in de Hunze aangelegd. Na de periode van de turfwinning ontstond er een groot landbouwgebied waar onder andere veel aardappels werden verbouwd. Op het eind van de 20e eeuw werd besloten om in samenwerking met Staatsbosbeheer en Het Drentse Landschap delen van het gebied te herinrichten als natuurgebied in het kader van Geopark de Hondsrug.